# Hidan no Aria
Hidan no Aria (緋弾のアリア? lett. "Aria la munizione scarlatta") è una serie di light novel scritta da Chūgaku Akamatsu e illustrata da Kobuichi. Quarantatré volumi sono stati pubblicati da Media Factory, sotto l'etichetta MF Bunko J, a partire da agosto 2008. Un adattamento manga di Yoshino Koyoka ha iniziato la serializzazione sulla rivista Monthly Comic Alive di Media Factory il 26 settembre 2009. Un adattamento anime, prodotto da J.C.Staff, è stato trasmesso in Giappone tra il 14 aprile e il 30 giugno 2011. Un OAV è stato pubblicato il 21 dicembre 2011. Un manga spin-off, dal titolo Hidan no Aria AA e disegnato da Shogako Tachibana, è stato serializzato sul Young Gangan di Square Enix dal 5 novembre 2010 al 18 maggio 2018. Una seconda stagione anime, intitolata Hidan no Aria AA e prodotta da Doga Kobo, è andata in onda dal 6 ottobre al 22 dicembre 2015.

## Trama
Kinji Tōyama è uno studente del Liceo Butei di Tokyo, una struttura scolastica universitaria. In questa scuola gli studenti sono sottoposti ad allenamenti speciali per imparare il lavoro del Butei, un titolo nazionale che permette ai suoi detentori di armarsi e catturare i criminali da soli. I Butei sono stati istituiti per contrastare il peggioramento delle condizioni criminali, offrendo allenamenti in vari campi specializzati. Un giorno, Kinji decide di lasciare l'Accademia, ma viene misteriosamente attaccato dal Butei Killer, un criminale noto per aver preso di mira i Butei. Tuttavia uno dei membri migliori della squadra Assault, Aria H. Kanzaki, interviene per salvarlo e, da questo punto in poi, il futuro di Kinji come Butei cambia drasticamente.

## Personaggi

### Personaggi principali

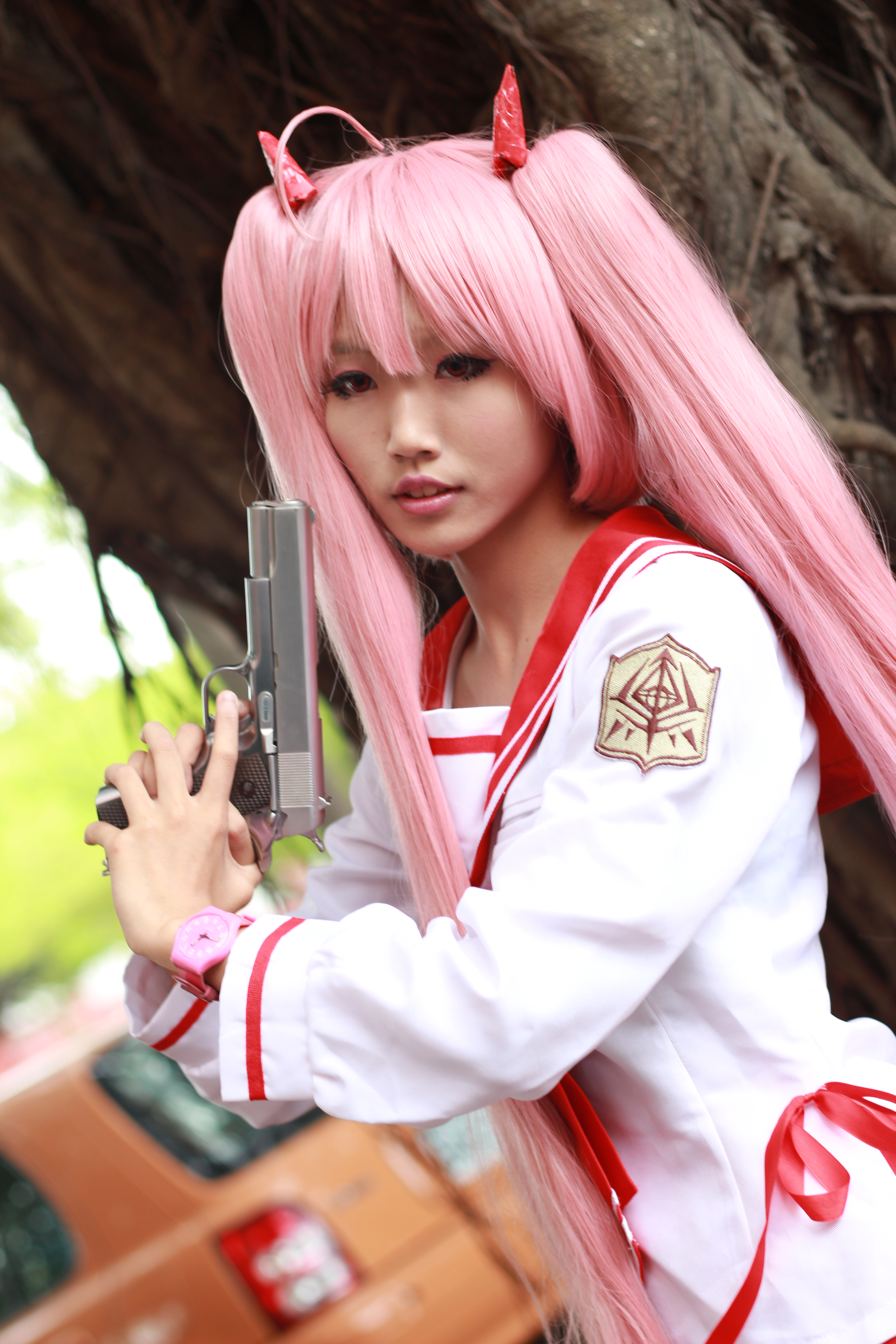
Cosplayer di Aria Holmes Kanzaki nel 2014

Kinji Tōyama (遠山 キンジ?, Tōyama Kinji)
Doppiato da: Junji Majima
Protagonista e studente del Liceo Butei. È stato classificato di Livello E (il più basso rango di combattimento) poiché ha mancato l'esame finale del terzo mandato. Quando è sessualmente eccitato, entra in uno stato noto come "Hysteria Mode" nel quale le sue abilità cognitive e fisiche aumentano di circa tre volte rispetto al suo stato normale, cosa che gli permette di eseguire azioni di una forza e abilità molto vicine a un super uomo, come ad esempio sparare accuratamente nella canna di un'arma da fuoco nemica, utilizzare il suo coltello a velocità supersoniche e sparare con precisione ai proiettili nemici in aria. L'Hysteria Mode è una caratteristica genetica che tutti i membri della famiglia Tōyama posseggono ed è stata definita una versione estremamente evoluta del naturale istinto degli uomini di proteggere le donne. In questo modo, quando è in Hysteria Mode, la maggiore debolezza di Kinji è il fatto che non può far male direttamente alle donne, anche se è ancora in grado di combattere e di catturarle senza far loro del male. Inoltre l'Hysteria Mode suscita in Kinji lo sviluppo di un atteggiamento soave e seducente vicino alle ragazze, cosa che lo rende molto attraente per queste fino al ritorno allo stato normale. È iscritto al dipartimento Inquesta, anche se in passato era uno dei migliori membri (classificati di Livello S) del dipartimento Assault, il dipartimento più pericoloso del Liceo Butei. Comincia a rispettare e a provare qualcosa per Aria.
La sua arma è una Beretta 92 (illegalmente modificata per sparare una tripla raffica; l'ha denominata la Beretta Modello Kinji). Possiede anche un balisong e nel volume 6 della light novel ottiene una Desert Eagle nera (similmente modificata per sparare a raffica in automatico), che apparteneva a suo padre, e uno scramasax a doppio taglio (modificato con una fodera nascosta e un'impugnatura di gomma rinforzata), che era di proprietà di Sherlock Holmes.
Aria Holmes Kanzaki (神崎・H・アリア?, Kanzaki H Aria)
Doppiata da: Rie Kugimiya
Studentessa trasferitasi al Liceo Butei. È un membro di Livello S (il rango più elevato) del dipartimento Assault che desidera reclutare Kinji dopo il loro incontro. Può utilizzare due pistole e due spade allo stesso tempo, e per questo ha ricevuto il titolo "la Quadra". Le sue armi sono una Colt M1911 e due piccole spade giapponesi conosciute come Kodachi. La H del suo secondo nome sta per "Holmes", dato che è una discendente di Sherlock Holmes e che il suo nome completo è Aria Holmes Kanzaki IV. Sua madre è giapponese e suo padre è inglese, mentre sua nonna è un membro della famiglia reale britannica. Comincia a provare qualcosa per Kinji, ma mostra ciò in una maniera diversa rispetto alle altre persone.
Ha una personalità di tipo Tsundere.
Shirayuki Hotogi (星伽 白雪?, Hotogi Shirayuki)
Doppiata da: Mikako Takahashi
Studentessa del Liceo Butei e amica d'infanzia di Kinji. È iscritta al dipartimento speciale della Butei noto come SSR. Il suo rango è di Livello A ed è l'attuale presidentessa del consiglio studentesco, nonché presidentessa di vari club come quelli di giardinaggio, artigianato e pallavolo femminile. Una perfetta bellezza giapponese secondo Kinji, ad eccezione di un difetto: la gelosia che è capace di trasformarla in un berserker che assale qualunque ragazza che si avvicina a lui. Quando scopre che Aria vive con Kinji, tenta addirittura di assassinarla. Sembra amare Kinji al punto da fare qualunque cosa per lui. Usa una spada giapponese di nome Irokane Ayame. Il suo vero nome è Himiko.
A volte assume una personalità di tipo yandere.
Riko Mine (峰 理子?, Mine Riko)
Doppiata da: Mariya Ise
Studentessa del Liceo Butei e amica di Kinji. È iscritta al dipartimento Inquesta; anche se viene spesso considerata la più grande stupida della classe di Kinji, questa è una maschera intenzionale che cade quando si trova in situazioni pericolose. Ha talento nel valutare l'intelligenza e, al Liceo Butei, nel pettegolare. Si diverte a personalizzare la sua uniforme in uno stile Elegant Gothic Lolita. Utilizza due Walther P99 e due coltelli. Come Aria, ha ottenuto il titolo "la Quadra".
Quasi alla fine del primo volume, Riko rivela di essere una discendente di Arsenio Lupin. Il suo vero nome è Riko Mine Lupin IV. Riko inoltre rivela di essere la Butei Killer. Sembra avere un complesso d'inferiorità circa il primo Lupin, desiderando quindi di superarlo. Il suo piano era di unire Aria e Kinji in modo da creare la stessa situazione di Sherlock e Watson. Sconfiggerli entrambi avrebbe significato superare il suo antenato dato che Sherlock Holmes e Arsenio Lupin avevano combattuto 100 anni prima e nessuno dei due aveva vinto. Per ragioni mai chiarite, odia essere chiamata con il numero della sua generazione. È stato anche rivelato che c'è una ragione per il complesso di Riko di voler superare il Lupin originale, e questa sarebbe che Riko è stata tenuta in cattività da Vlad Senza Peccato ed è stata recentemente 'lasciata andare' a patto che riuscisse a provare di aver superato Lupin.
La sua stirpe, come anche il suo secondo nome, potrebbero insinuare indirettamente che sia la figlia di Arsenio Lupin III e Fujiko Mine di Lupin III.
Riko e Aria condividono numerose caratteristiche: bassa altezza, titolo "la Quadra", capelli a due code e rappresentanza della quarta generazione delle loro famiglie ancestrali.
Reki (レキ?)
Doppiata da: Kaori Ishihara
L'asso del dipartimento Snipe e Butei di rango S. Il suo vero nome è sconosciuto. Di solito è taciturna, impassibile e indifferente. Indossa sempre delle cuffie. La sua firma è "Io sono un singolo proiettile. Non ha cuore. Per cui non pensa. Vola solo fino al suo obiettivo.", che ripete sempre prima di sparare al bersaglio. Può sparare a qualsiasi cosa senza mancarla fino a 2km di distanza. La sua arma personale è un fucile di precisione Dragunov con una baionetta agganciabile. Apparentemente ascolta il suono del vento proveniente dalla sua terra natia (da qualche parte tra la Mongolia del Nord e la Siberia) tramite le sue cuffie, che sono di tipo Sennheiser PMX990.
A metà del volume 3, per caso addomestica un lupo nel giro di 5 minuti, che in seguito chiama Haimaki e addestra come un cane Butei. Da questo punto in poi vive insieme ad Haimaki nella sua stanza nel dormitorio femminile. Kinji visita la sua camera almeno due volte nel volume 6 della light novel e la definisce spoglia e semplice. Reki dorme in piedi con il Dragunov tra le mani, secondo Kinji forse per prevenire un attacco a sorpresa. Reki apparentemente non possiede altri vestiti oltre le diverse uniformi scolastiche che indossa ad alternanza, tanto che Kinji le compra un vestito casual come regalo.
Copre un ruolo minore nella serie, procurando di solito copertura ad Aria e Kinji quando questi combattono a distanza ravvicinata o salvandoli durante momenti di difficoltà, fino agli eventi della fine del volume 5, quando tiene Kinji sotto tiro sul tetto del Liceo Butei, baciandolo e proponendogli un matrimonio. Rivela anche di essere già a conoscenza di E-U e Hysteria Mode. I suoi antenati sono Minamoto no Yoshitsune e Gengis Khan.
Apparentemente prima di venire al Liceo Butei, Reki stava già facendo dei lavori "non registrati" in Russia e Cina a causa della sua licenza Butei. In altre parole ha lavorato come una "Sweeper", uccidendo i suoi bersagli.

### Liceo Butei di Tokyo

#### Studenti
Jeanne d'Arc (ジャンヌ・ダルク?, Jan'nu Daruku)
Doppiata da: Ayako Kawasumi
Giovanna d'Arco 30ª (altresì conosciuta come Durandal o Diamond Dust Witch) è una persona con abilità di ghiaccio della I.U. (un'organizzazione criminale). Durante gli eventi del volume 2 della light novel, prende di mira Shirayuki nel tentativo di rapirla e la costringe ad entrare nella I.U. Viene catturata con successo dagli sforzi combinati di Aria, Kinji e Shirayuki durante il periodo dell'Adseard. Tra le condizioni del suo plea bargaining, è stata costretta a stare nel Liceo Butei come studentessa internazionale del secondo anno proveniente da Parigi, assunta nel dipartimento Informa. Come uno studente Informa affidabile, Kinji le richiede assistenza ogni volta che ha bisogno di ulteriori informazioni riguardo ad un caso particolare in cui è coinvolto. Jeanne e Riko vanno molto d'accordo.
È una delle poche persone a conoscenza del segreto di Kinji. La sua personalità è seria e fredda. Il suo primo commento sulla gonna del Liceo Butei è stato: "Le ragazze nubili non dovrebbero mostrare apertamente le loro gambe in questo modo!". Tuttavia questo concetto è stato praticamente distrutto dalla forte influenza di Riko su di lei, tanto che ha iniziato segretamente a collezionare abiti da cameriera, di tipo Lolita e altri di questo genere.
Anche se Jeanne è abbastanza straordinaria in termini di abilità di combattimento, bellezza e talento, è molto scarsa a disegnare. Nonostante la sua forza, afferma che è uno dei membri più deboli della I.U.
Hina Fuuma (風魔 陽菜?, Fuuma Hina)
Doppiata da: Sconosciuta
Una matricola del dipartimento Lezzad, registrata nella Classe 1-C. Ha dei capelli neri raccolti di solito a coda di cavallo. Indossa una lunga sciarpa avvolta intorno al collo, un Fundoshi come intimo e appare con il tradizionale abito ninja. Si dice sia la discendente di un famoso ninja del passato (presumibilmente Fūma Kotarō).
Alle medie lei e Kinji avevano fatto pratica nel pugilato insieme. A quel tempo Kinji era caduto casualmente in Hysteria Mode e l'aveva soggiogata come un bambino. Da allora lei ha un grande rispetto per Kinji e lo chiama "Master". A causa della sua povertà, per pagare le spese del suo insegnamento e della sua sussistenza, lavora part-time e considera ciò come un "allenamento". In Hidan no Aria AA, lei e Kinji sono apparentemente partner.
Goki Muto (武藤 剛気?, Mutō Gōki)
Doppiato da: Takayuki Kondō
L'asso del dipartimento Logi con 190cm di altezza e con i capelli a punta. Kinji lo considera un fanatico dei mezzi di trasporto. Questo a causa della sua conoscenza riguardo a tutti i tipi di veicoli da terra, mare o volo. È un abile guidatore che può utilizzare qualsiasi mezzo, da un'automobile a un sottomarino nucleare. La sua arma personale è una Colt Python che usa proiettili .357 Magnum e che ha scelto solo per la manutenzione facile. Nonostante lo straordinario potere di fuoco, la capacità di carico dell'arma è piccola, la precisione è orribile e non può essere fornita di soppressore, per cui normalmente nessun Butei la userebbe mai.
Ryou Shiranui (不知火 亮?, Shiranui Ryō)
Doppiato da: Takuya Eguchi
Un ragazzo brillante, bello e popolare. È iscritto al dipartimento Assault ed è nella stessa classe di Kinji. Il suo Livello Butei è A. Anche se ci sono diversi aspetti coinvolti in una classifica A, la sua capacità d'integrazione è molto alta. Elementi come combattere a mani nude, con un pugnale o un'arma da fuoco possono essere tutti valutati. L'affidabilità della sua arma è molto alta, un Mk. 23 Mod0 con installato un puntamento laser. È anche una persona di rara gentilezza nel Liceo Butei. Anche se è molto popolare tra le ragazze, non ha mai avuto una fidanzata.
È un caro amico di Kinji e Mutou. In passato, quando Kinji era nel dipartimento Assault, era stato spesso suo compagno di squadra. Kinji lo considera un buon amico e qualcuno su cui poter contare, un esempio di studente cortese ed elegante.
Aya Hiraga (平賀 文?, Hiraga Aya)
Doppiata da: Sconosciuta
Un genio del dipartimento Amdo. È assunta dagli altri studenti per migliorare o modificare le loro armi, come ad esempio la pistola Beretta di Kinji. La sua antenata è Hiraga Gennai. Secondo Kinji, le sue spese di lavoro sono notevolmente costose. Nonostante la sua genialità nel personalizzare le armi, qualche volta, a causa di un lavoro approssimativo, queste possono avere dei malfunzionamenti. In seguito la funzione della tripla raffica della Beretta di Kinji smette di funzionare e la pistola spara invece solo due proiettili circa allo stesso tempo.
Kinji afferma che, considerando le sue abilità, dovrebbe essere di Livello S. Tuttavia, a causa delle enormi spese che esige per i suoi servizi, insieme al gran numero di modifiche illegali che esegue, è stata classificata di Livello A. Il suo aspetto è quello di una bambina e la lunghezza dei suoi capelli arriva di poco sotto le orecchie.
Misaki Nakasorachi (中空知 美咲?, Nakasorachi Misaki)
Doppiata da: Hisako Kanemoto
Studentessa del secondo anno del dipartimento Connect. È specializzata nel fornire informazioni in tempo reale ai Butei che stanno operando sul campo. Le sue istruzioni sono sempre chiarissime e Kinji sostiene che ha una voce degna di un'emittente televisiva come la NHK. Possiede anche un incredibile senso dell'udito ed è capace di dedurre il luogo del suono del vento che Reki ascolta sempre semplicemente tramite di esso. Tuttavia è estremamente timida quando è fuori servizio ed ha difficoltà ad interagire con le persone senza mezzi di comunicazione, motivo probabile per cui è stata classificata di Livello B nonostante il suo talento.
È diventata amica di Jeanne quando è stata costretta a trasferirsi al Liceo Butei ed ha condiviso un appartamento nel dormitorio con lei.

#### Insegnanti
Yutori Takamagahara (高天原 ゆとり?, Takamagahara Yutori)
Doppiata da: Mai Nakahara
Insegnante della Classe 2-A e capo del dipartimento Inquesta. Viene descritta come "un'insegnante gentile del Liceo Butei" ed è una dei pochi insegnanti non violenti della serie.
Umeko Tsuzuri (綴 梅子?, Tsuzuri Umeko)
Doppiata da: Masumi Asano
Insegnante della Classe 2-B e capo del dipartimento Dagula. È esperta nelle tecniche d'interrogatorio ed è capace di ricavare confessioni dai delinquenti più difficili. Apparentemente è una dei cinque interrogatori più bravi del Giappone. Ha l'abitudine di fumare sigarette arrotolate a mano, anche vicino agli studenti.
Utilizza un Glock 18.
Rambyou (蘭豹?, Rambyō)
Istruttrice del dipartimento Assault nota per essere un'insegnante molto violenta, che per questo motivo ha ottenuto il soprannome di "Human Bunker Buster". Ripete spesso frasi come "Andate a morire!" o "Morte!". Si dice sia legata alle triadi di Hong Kong. È stata l'insegnante che ha scattato la fotografia di gruppo del Team Baskerville durante la loro cerimonia di formazione nel volume 7 della light novel.
Tōru Sayonaki (小夜鳴 徹?, Sayonaki Tōru)
Doppiato da: Kenji Nojima
Genetista che lavora come istruttore part-time del dipartimento Ambulance. Si è laureato all'estero ed è noto per essere molto bello, con l'aspetto di un ventenne. È molto cortese ed utilizza il linguaggio onorifico in ogni momento, cosa che ha contribuito ad aumentare la sua immensa popolarità nel Liceo Butei.

## Media

### Light novel
La serie è stata scritta da Chūgaku Akamatsu con le illustrazioni di Kobuichi. Il primo volume è stato pubblicato da Media Factory, sotto l'etichetta MF Bunko J, il 25 agosto 2008 e al 25 giugno 2025 ne sono stati messi in vendita quarantatré in tutto, più uno spin-off del 25 dicembre 2012.
| Nº | Giapponese 「Kanji」 - Rōmaji                                                                                  | Data di prima pubblicazione              | Data di prima pubblicazione |
| Nº | Giapponese 「Kanji」 - Rōmaji                                                                                  | Giapponese                               |                             |
| 1  | 「緋弾のアリア」 - Hidan no Aria                                                                               | 25 agosto 2008 ISBN 978-4-8401-2401-0    |                             |
| 2  | 「緋弾のアリアII 燃える銀氷（ダイヤモンドダスト）」 - Hidan no Aria II moeru ginhyō                            | 25 dicembre 2008 ISBN 978-4-8401-2600-7  |                             |
| 3  | 「緋弾のアリアIII 蜂蜜色の罠（ハニー・トラップ）」 - Hidan no Aria III hachimitsu-iro no wana                  | 25 marzo 2009 ISBN 978-4-8401-2720-2     |                             |
| 4  | 「緋弾のアリアIV 堕ちた緋弾（スカーレット）」 - Hidan no Aria IV ochita hidan                                  | 25 agosto 2009 ISBN 978-4-8401-2873-5    |                             |
| 5  | 「緋弾のアリアV 序曲の終止線（プレリュード・フィーネ）」 - Hidan no Aria V jokyoku no shūshisen                | 25 dicembre 2009 ISBN 978-4-8401-3126-1  |                             |
| 6  | 「緋弾のアリアVI 絶対半径（キリングレンジ）2051」 - Hidan no Aria VI zettai hankei 2051                        | 23 aprile 2010 ISBN 978-4-8401-3281-7    |                             |
| 7  | 「緋弾のアリアVII 火と風の円舞（キャスリング・ターン）」 - Hidan no Aria VII hi to kaze no embu                | 25 agosto 2010 ISBN 978-4-8401-3486-6    |                             |
| 8  | 「緋弾のアリアVIII 螺旋の天空樹（トルネード・ハイ）」 - Hidan no Aria VIII rasen no tenkūki                    | 24 dicembre 2010 ISBN 978-4-8401-3678-5  |                             |
| 9  | 「緋弾のアリアIX 蒼き閃光（スパーク・アウト）」 - Hidan no Aria IX aoki senkō                                  | 25 marzo 2011 ISBN 978-4-8401-3859-8     |                             |
| 10 | 「緋弾のアリアX 禁忌の双極（アルカナム・デュオ）」 - Hidan no Aria X kinki no sōkyoku                          | 25 luglio 2011 ISBN 978-4-8401-3969-4    |                             |
| 11 | 「緋弾のアリアXI Gの血族（コラテラル・ブロス）」 - Hidan no Aria XI G no ketsuzoku                             | 22 dicembre 2011 ISBN 978-4-8401-4331-8  |                             |
| 12 | 「緋弾のアリアXII 狼狗に降る雪（フォル・オブリージュ）」 - Hidan no Aria XII ōkami Inu no furu yuki            | 25 maggio 2012 ISBN 978-4-8401-4579-4    |                             |
| 13 | 「緋弾のアリアXIII 反撃の九龍（ガウロン・リバース）」 - Hidan no Aria XIII hangeki no kyuryu                   | 24 agosto 2012 ISBN 978-4-8401-4682-1    |                             |
| -  | 「緋弾のアリア リローデッド キャストオフ・テーブル」 - Hidan no Aria Rirōdeddo: Kyastofu Teiboru               | 25 dicembre 2012 ISBN 978-4-8401-4932-7  |                             |
| 14 | 「緋弾のアリアXIV 招かれざる海霧（アクアマリン・クロイツ）」 - Hidan no Aria XIV Manekarezaru Kaimu            | 25 aprile 2013 ISBN 978-4-8401-5161-0    |                             |
| 15 | 「緋弾のアリアXV 哿と銀氷（コンステラシオン）」 - Hidan no Aria XV kanari to ginhyō                            | 25 agosto 2013 ISBN 978-4-8401-5283-9    |                             |
| 16 | 「緋弾のアリアXVI 星の砦の秂狼（ジェヴォーダン）」 - Hidan no Aria XVI hoshi no toride no teōkami              | 25 dicembre 2013 ISBN 978-4-04-066156-8  |                             |
| 17 | 「緋弾のアリアXVII 緋弾の叙唱（レチタティーヴォ）」 - Hidan no Aria XVII hidan no joshō                        | 25 aprile 2014 ISBN 978-4-04-066717-1    |                             |
| 18 | 「緋弾のアリアXVIII 星条旗の覇道（トランザム）」 - Hidan no Aria XVIII seijōki no hace                         | 25 agosto 2014 ISBN 978-4-04-066954-0    |                             |
| 19 | 「緋弾のアリアXIX 小舞曲を御一緒に（メヌエット）」 - Hidan no Aria XIX kobukyoku wo issho ni                   | 25 dicembre 2014 ISBN 978-4-04-067314-1  |                             |
| 20 | 「緋弾のアリアXX 恋と戦の超伝導（スーパーコンダクティビティ）」 - Hidan no Aria XX koi to ikusa no choudendō   | 25 maggio 2015 ISBN 978-4-04-067612-8    |                             |
| 21 | 「緋弾のアリアXXI 秋霜烈日の獅子（リゴラス・サスペクト）」 - Hidan no Aria XXI shūsōretsujitsu no shishi       | 25 agosto 2015 ISBN 978-4-04-067750-7    |                             |
| 22 | 「緋弾のアリアXXII 彗星よ白昼夢に眠れ（アノニマス・デス）」 - Hidan no Aria XXII suisei yo hakuchūmu ni nemure | 25 aprile 2016 ISBN 978-4-04-068011-8    |                             |
| 23 | 「緋弾のアリアXXIII 不可知の銃弾（ゼロ・インフィニット）」 - Hidan no Aria XXIII fukachi no jūdan              | 25 agosto 2016 ISBN 978-4-04-068600-4    |                             |
| 24 | 「緋弾のアリアXXIV 狂逸の同窓会（イ・ウー・リユニオン）」 - Hidan no Aria XXIV Kyōitsu dōsōkai                 | 23 dicembre 2016 ISBN 978-4-04-068772-8  |                             |
| 25 | 「緋弾のアリアXXV 羅馬の軍神星（イル・マルテ・ディ・ローマ）」 - Hidan no Aria XXV Rōma no gunshin hoshi       | 25 aprile 2017 ISBN 978-4-04-069183-1    |                             |
| 26 | 「緋弾のアリアXXVI 闇穿つ大蛇（アナコンダ）」 - Hidan no Aria XXVI yami ugatsu orochi                          | 25 settembre 2017 ISBN 978-4-04-069397-2 |                             |
| 27 | 「緋弾のアリアXXVII 那由多の弾奏」 - Hidan no Aria XXVII Nayuta no dansō                                       | 25 gennaio 2018 ISBN 978-4-04-069607-2   |                             |
| 28 | 「緋弾のアリアXXVIII 絶島の珊瑚礁」 - Hidan no Aria XXVIII zetto no sangoshō                                   | 25 maggio 2018 ISBN 978-4-04-069863-2    |                             |
| 29 | 「緋弾のアリアXXIX 盟約の諜侯」 - Hidan no Aria XXIX Meiyaku no Chōkō                                          | 25 agosto 2018 ISBN 978-4-04-065096-8    |                             |
| 30 | 「緋弾のアリアXXX 茉莉花を追え」 - Hidan no Aria XXX marika wo oe                                              | 25 dicembre 2018 ISBN 978-4-04-065387-7  |                             |
| 31 | 「緋弾のアリアXXXI 静かなる鬼」 - Hidan no Aria XXXI shizukanaruki                                             | 25 giugno 2019 ISBN 978-4-04-065794-3    |                             |
| 32 | 「緋弾のアリアXXXII 蒼穹の密使」 - Hidan no Aria XXXII sōkyū no misshi                                         | 25 dicembre 2019 ISBN 978-4-04-064260-4  |                             |
| 33 | 「緋弾のアリアXXXIII 花冠の帰還兵」 - Hidan no Aria XXXIII kakan no kikanhei                                   | 25 giugno 2020 ISBN 978-4-04-064731-9    |                             |
| 34 | 「緋弾のアリアXXXIV 早天の嚮導艦」 - Hidan no Aria XXXIV sōten no kyōdōkan                                     | 25 dicembre 2020 ISBN 978-4-04-680074-9  |                             |
| 35 | 「緋弾のアリアXXXV 侵掠の花嫁」 - Hidan no Aria XXXV shinryaku no hanayome                                     | 25 giugno 2021 ISBN 978-4-04-680514-0    |                             |
| 36 | 「緋弾のアリアXXXVI 綺羅月に翔べ」 - Hidan no Aria XXXVI kiratzuki ni tobe                                     | 24 dicembre 2021 ISBN 978-4-04-680999-5  |                             |
| 37 | 「緋弾のアリアXXXVII 第三の男」 - Hidan no Aria XXXVII daisan no otoko                                         | 24 giugno 2022 ISBN 978-4-04-681479-1    |                             |
| 38 | 「緋弾のアリアXXXVIII 愛を忘れはしない」 - Hidan no Aria XXXVIII ai o wasure wa shinai                         | 23 dicembre 2022 ISBN 978-4-04-682032-7  |                             |
| 39 | 「緋弾のアリアＸＸＸIＸ 荒脛巾の巫女」 - Hidan no Aria XXXiX ara habaki no miko                                | 23 giugno 2023 ISBN 978-4-04-682565-0    |                             |
| 40 | 「緋弾のアリアXL 尻尾の女」 - Hidan no Aria XL shippo no on'na                                                 | 25 dicembre 2023 ISBN 978-4-04-682981-8  |                             |
| 41 | 「緋弾のアリアXLI 原罪の龍王」 - Hidan no Aria XLI genzai no ryūō                                              | 25 giugno 2024 ISBN 978-4-04-683701-1    |                             |
| 42 | 「緋弾のアリアXLII ゼロの帰隊」 - Hidan no Aria XLII Zero no kitai                                             | 25 dicembre 2024 ISBN 978-4-04-684342-5  |                             |
| 43 | 「緋弾のアリアXLIII ローマで返して」 - Hidan no Aria XLIII Rōma de kaeshite                                    | 25 giugno 2025 ISBN 978-4-04-684884-0    |                             |

### Manga
Un adattamento manga, disegnato da Yoshino Koyoka, ha iniziato la serializzazione il 26 settembre 2009 sulla rivista mensile Monthly Comic Alive. Il primo volume tankōbon è stato pubblicato il 23 aprile 2010 e al 21 febbraio 2025 ne sono stati messi in vendita ventisei in tutto.
Un manga spin-off dal titolo Hidan no Aria AA (緋弾のアリアAA?) di Shogako Tachibana è stato serializzato dal 5 novembre 2010 al 18 maggio 2018 sulla rivista mensile Young Gangan edita da Square Enix. I capitoli sono stati raccolti in 14 volumi tankōbon pubblicati dal 22 marzo 2011 al 23 agosto 2018.

#### Volumi
| Hidan no Aria (26 volumi)    |                   |                        |
| 1                            | 23 aprile 2010    | ISBN 978-4-8401-3316-6 |
| 2                            | 23 agosto 2010    | ISBN 978-4-8401-3362-3 |
| 3                            | 23 marzo 2011     | ISBN 978-4-8401-3770-6 |
| 4                            | 23 luglio 2011    | ISBN 978-4-8401-4014-0 |
| 5                            | 22 dicembre 2011  | ISBN 978-4-8401-4080-5 |
| 6                            | 23 maggio 2012    | ISBN 978-4-8401-4468-1 |
| 7                            | 22 dicembre 2012  | ISBN 978-4-8401-4765-1 |
| 8                            | 23 agosto 2013    | ISBN 978-4-8401-5304-1 |
| 9                            | 21 dicembre 2013  | ISBN 978-4-04-066145-2 |
| 10                           | 23 agosto 2014    | ISBN 978-4-04-066828-4 |
| 11                           | 22 dicembre 2014  | ISBN 978-4-04-067219-9 |
| 12                           | 22 agosto 2015    | ISBN 978-4-04-067574-9 |
| 13                           | 23 gennaio 2016   | ISBN 978-4-04-067856-6 |
| 14                           | 23 settembre 2016 | ISBN 978-4-04-068547-2 |
| 15                           | 23 marzo 2017     | ISBN 978-4-04-069123-7 |
| 16                           | 23 settembre 2017 | ISBN 978-4-04-069368-2 |
| 17                           | 23 maggio 2018    | ISBN 978-4-04-069832-8 |
| 18                           | 23 agosto 2018    | ISBN 978-4-04-065147-7 |
| 19                           | 23 febbraio 2019  | ISBN 978-4-04-065558-1 |
| 20                           | 23 agosto 2019    | ISBN 978-4-04-065869-8 |
| 21                           | 21 febbraio 2020  | ISBN 978-4-04-064378-6 |
| 22                           | 20 agosto 2020    | ISBN 978-4-04-064842-2 |
| 23                           | 22 febbraio 2021  | ISBN 978-4-04-680148-7 |
| 24                           | 21 luglio 2021    | ISBN 978-4-04-680543-0 |
| 25                           | 22 febbraio 2022  | ISBN 978-4-04-681130-1 |
| 26                           | 21 febbraio 2025  | ISBN 978-4-04-684090-5 |
| Hidan no Aria AA (14 volumi) |                   |                        |
| 1                            | 22 marzo 2011     | ISBN 978-4-7575-3180-2 |
| 2                            | 23 luglio 2011    | ISBN 978-4-7575-32953- |
| 3                            | 22 dicembre 2011  | ISBN 978-4-7575-3434-6 |
| 4                            | 23 maggio 2012    | ISBN 978-4-7575-3606-7 |
| 5                            | 22 dicembre 2012  | ISBN 978-4-7575-3838-2 |
| 6                            | 22 agosto 2013    | ISBN 978-4-7575-3946-4 |
| 7                            | 21 dicembre 2013  | ISBN 978-4-7575-4180-1 |
| 8                            | 23 agosto 2014    | ISBN 978-4-7575-4398-0 |
| 9                            | 23 gennaio 2015   | ISBN 978-4-7575-4511-3 |
| 10                           | 18 settembre 2015 | ISBN 978-4-7575-4734-6 |
| 11                           | 25 gennaio 2016   | ISBN 978-4-7575-4866-4 |
| 12                           | 21 aprile 2017    | ISBN 978-4-7575-5330-9 |
| 13                           | 23 gennaio 2018   | ISBN 978-4-7575-5548-8 |
| 14                           | 23 agosto 2018    | ISBN 978-4-7575-5820-5 |

### Anime

Il logo della sigla iniziale dell'anime

Un adattamento anime di dodici episodi, diretto da Takashi Watanabe e prodotto da J.C.Staff, è andato in onda sulle televisioni giapponesi dal 14 aprile al 30 giugno 2011. Le sigle di apertura e chiusura sono rispettivamente Scarlet Ballet di May'n e Camellia no hitomi (カメリアの瞳?, Kameria no hitomi) di Aiko Nakano. Un episodio OAV è stato pubblicato il 21 dicembre 2011. In America del Nord la serie è stata concessa in licenza a Funimation ed ha fatto il suo debutto su Funimation Channel il 27 novembre 2012, mentre in Australia e Regno Unito i diritti sono stati acquistati dalle aziende Madman Entertainment e Manga Entertainment. Uno spin-off di dodici episodi, prodotto da Doga Kobo col titolo Hidan no Aria AA (緋弾のアリアAA?), è stata trasmesso tra il 6 ottobre e il 22 dicembre 2015.

#### Episodi
Hidan no Aria
| Nº | Titolo italiano (traduzione letterale) Giapponese 「Kanji」 - Rōmaji | In onda        | In onda |
| Nº | Titolo italiano (traduzione letterale) Giapponese 「Kanji」 - Rōmaji | Giapponese     |         |
| 1  | La bambina 「La Bambina」                                            | 14 aprile 2011 |         |
| 2  | Aria la quadra 「双剣双銃のアリア」 - Kadora no Aria                 | 21 aprile 2011 |         |
| 3  | Prima missione 「ファースト・ミッション」 - Fāsuto Misshon           | 28 aprile 2011 |         |
| 4  | Il Butei killer 「武偵殺し」 - Butei goroshi                         | 5 maggio 2011  |         |
| 5  | Legge Butei, sezione uno 「武偵憲章１条」 - Butei kenshō ichijō      | 12 maggio 2011 |         |
| 6  | Stairway to Heaven 「天国への階段」 - Tengoku he no kaidan           | 19 maggio 2011 |         |
| 7  | Uccello in gabbia 「かごのとり」 - Kago no tori                      | 26 maggio 2011 |         |
| 8  | Durandal 「魔剣」 - Durandaru                                        | 2 giugno 2011  |         |
| 9  | Honey Trap 「蜂蜜色の罠」 - Hanii Torappu                            | 9 giugno 2011  |         |
| 10 | Addestramento 「特訓」 - Tokkun                                      | 16 giugno 2011 |         |
| 11 | Infiltrazione 「潜入」 - Sennyū                                      | 30 giugno 2011 |         |
| 12 | Vlad 「ブラド」 - Burado                                             | 30 giugno 2011 |         |

Hidan no Aria AA
| Nº | Titolo italiano (traduzione letterale) Giapponese 「Kanji」 - Rōmaji         | In onda          | In onda |
| Nº | Titolo italiano (traduzione letterale) Giapponese 「Kanji」 - Rōmaji         | Giapponese       |         |
| 1  | Un altro A 「もう一人のA」 - Mō hitori no A                                  | 6 ottobre 2015   |         |
| 2  | Una relazione pericolosa 「危険な関係」 - Kiken na kankei                    | 13 ottobre 2015  |         |
| 3  | Fare domanda per diventare un'Amica 「戦妹志願」 - Amika shigan              | 20 ottobre 2015  |         |
| 4  | Quartetto - parte 1 「カルテット・前編」 - Karutetto zenpen                  | 27 ottobre 2015  |         |
| 5  | Quartetto - parte 2 「カルテット・後編」 - Karutetto kōhen                   | 3 novembre 2015  |         |
| 6  | La richiesta dei piccoli demoni 「小悪魔たちの依頼」 - Koakuma-tachi no irai | 10 novembre 2015 |         |
| 7  | Lotta per Akari 「あかり争奪戦」 - Akari sōdatsu-sen                         | 17 novembre 2015 |         |
| 8  | Pool Trap 「プール・トラップ」 - Pūru Torappu                                | 24 novembre 2015 |         |
| 9  | Visita a domicilio 「家庭訪問」 - Katei hōmon                                | 1º dicembre 2015 |         |
| 10 | First Mission 「ファーストミッション」 - Fāsuto Misshon                      | 8 dicembre 2015  |         |
| 11 | Resa dei conti 「決戦」 - Kessen                                             | 15 dicembre 2015 |         |
| 12 | La coppia di A 「二人のA」 - Futari no A                                     | 22 dicembre 2015 |         |

## Accoglienza
Ad aprile 2014 le light novel di Hidan no Aria hanno venduto oltre 5 milioni di copie. A dicembre 2020 sono state vendute oltre 9 milioni di copie.